# 香蕉蛞蝓
香蕉蛞蝓，即香蕉蛞蝓屬（Ariolimax），是歐洲蛞蝓科下的一陸生蛞蝓屬，因身體為香蕉黃而得名。

## 物種
香蕉蛞蝓包括以下物種：
- 加州香蕉蛞蝓（A. californicus）[1]
- 太平洋香蕉蛞蝓（A. columbianus）[1]
- 細長香蕉蛞蝓（A. dolichophallus）[1][2][3]

## 特徵
香蕉蛞蝓一般呈鮮黃色，故以香蕉為名，有時也有綠色、褐色或白色。一些甚至有黑點，數量多至以為它們是黑色的。
太平洋香蕉蛞蝓是世界上第二大的陸生蛞蝓，可以長達25公分。
香蕉蛞蝓會以它們的兩對觸角來感覺環境。較大的上觸角可以用來偵測光或運動；第二對觸角是用來偵測化學物質。觸角可以收縮及伸展來避免傷害。

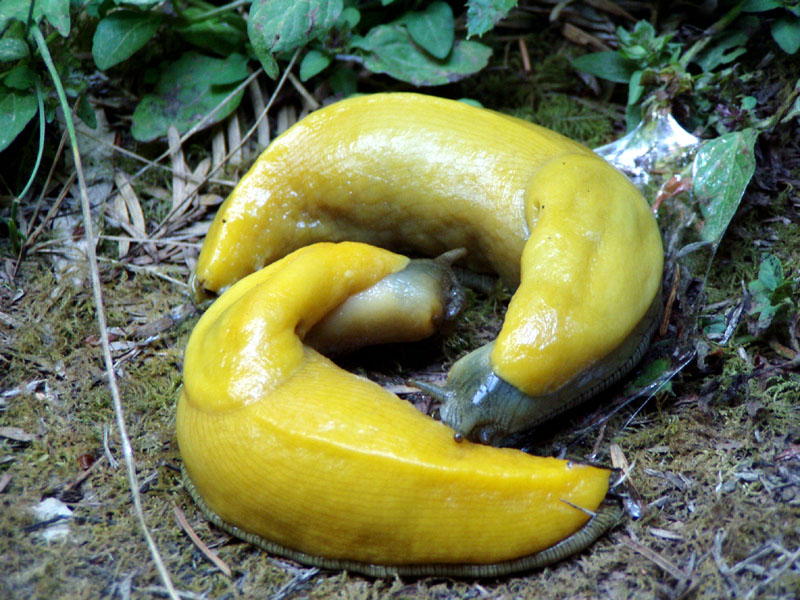
正在交配的香蕉蛞蝓。

香蕉蛞蝓只有一個肺，經呼吸孔向外展開。呼吸孔的肺活量可以劇烈血管化來進行氣體交換。脫水是它們的主要問題。它們會分泌厚厚的黏液，且會夏眠。它們會分泌一層保護黏膜來分隔它們與土壤及樹葉。它們會保持不動直至環境再次潮濕。
香蕉蛞蝓包含了信息素來吸引其他蛞蝓進行交配。它們是雌雄同體的，在交配時會互相交換精子繁殖。每次可以產達75顆卵，一般會在樹木或葉子上產卵。它們全年也可以交配及產卵。它們只會為產卵找一個收藏的地方，產卵後就不再理會。

## 分佈
太平洋香蕉蛞蝓分佈在北美洲太平洋海岸的雨林帶，由阿拉斯加東南部至加利福尼亞州中部的舊金山灣區南部。
在聖塔克魯茲南部至文圖拉縣的海岸及山區有幾個散落的群落，另外在聖迭戈縣也有細小的獨立群落。帕洛瑪山（Palomar Mountains）有像內華達山脈的針葉林及黑橡林地，是香蕉蛞蝓最南端的分佈地。沿Doane Creek就再次發現香蕉蛞蝓，一直以為它們已於更新世消失。
在太平洋沿岸也有一些散落的香蕉蛞蝓群落，包括英屬哥倫比亞的哥倫比亞山脈（Columbia Mountains）及雷佛史塔山國家公園（Mount Revelstoke National Park）。在內華達山脈至加利福尼亞州的優勝美地國家公園北部也有細小的群落。在哥倫比亞山脈、內華達山脈及聖迭戈縣的香蕉蛞蝓密度較針葉雨林的低。這些群落也被認為是源自於更新世。

## 生態
香蕉蛞蝓是腐生生物。它們會處理葉子、動物糞便及枯萎的植物，將它們再造成腐殖質。它們似乎特別喜歡吃蕈類，同時會幫助散播種子及孢子。它們運動得相對較慢。
浣熊、襪帶蛇、鴨、鵝及蠑螈有時也會吃香蕉蛞蝓。香蕉蛞蝓會捲曲身體藏在土壤中。幼生蛞蝓有時會被鼩鼱科或蘇鼠所吃。
鹽對所有蛞蝓也有害。經滲透作用，水份會從身體滲出來稀釋鹽份，令它們脫水。